# Manos Hatzidakis
Manos Hatzidakis (Hadjidakis) (født 23. oktober 1925 i Xanthi, død 15. juni 1994 i Athen, Grækenland) var en græsk komponist, dirigent og pianist.
Hatzidakis er som komponist nok bedst kendt for sine mange sange til film, såsom "Never on Sunday" (dansk titel "Aldrig om Søndagen", indspillet af bl.a. Grethe Ingmann (1960) fra filmen af samme navn. Han studerede klaver som barn, og senere filosofi og komposition på Athens Universitet, og blev senere ven og allieret med Mikis Theodorakis. Hatzidakis har skrevet orkesterværker, kammermusik, sange, filmmusik, klaverstykker etc. Han skrev sangen "All Alone Am I" (1964) som blev et hit for popsangeren Brenda Lee.

## Udvalgte værker
- Aldrig om Søndagen (1960) - filmmusik
- Amerika, Amerika (1963)- filmmusik
- Gader af drømme (1962) - musical
- All Alone Am I (1964) - sang